# Гантерсвил (Алабама)
Гантерсвил (енгл. Guntersville) град је у америчкој савезној држави Алабама. По попису становништва из 2010. у њему је живело 8.197 становника.

## Демографија
Према попису становништва из 2010. у граду је живело 8.197 становника, што је 802 (10,8%) становника више него 2000. године.
| Група             | 2000.         | 2010.         |
| Белци             | 6.387 (86,4%) | 6.927 (84,5%) |
| Афроамериканци    | 631 (8,5%)    | 640 (7,8%)    |
| Азијати           | 30 (0,4%)     | 127 (1,5%)    |
| Хиспаноамериканци | 212 (2,9%)    | 313 (3,8%)    |
| Укупно            | 7.395         | 8.197         |